# 長和出售巴拿馬運河港口案
2025年3月，開曼群島註冊企業長江和記實業有限公司宣佈計劃以約228億美元的價格，將其全球港口業務的80%股權出售給一個由美國貝萊德、全球基礎建設合夥公司以及地中海航運公司旗下的Terminal Investment Ltd（TiL）組成的「貝萊德—TiL財團」。該交易涵蓋全球23個國家的43個港口，但不包括香港和中國大陸的港口資產。其中，位於巴拿馬運河兩端的巴爾博亞和克里斯托弗兩個港口的出售引起廣泛關注。

## 背景

### 長和對巴拿馬運河港口的營運
長和旗下的和記港口集團自1997年以來一直在巴拿馬營運港口，通過其子公司巴拿馬港口公司管理巴爾博亞（太平洋側）和克里斯托弗（大西洋側）港口。這些港口位於巴拿馬運河的兩端，對全球貿易具有戰略意義。
2024年，巴爾博亞處理約263萬個標準箱，克里斯托弗處理約110萬個標準箱。長和在2021年獲得延長25年特許經營權，至2047年為止。

### 美國的壓力與地緣政治
第二屆特朗普政府長期以來不滿中華人民共和國在拉丁美洲擴張影響力，特別是對中華人民共和國企業控制巴拿馬運河兩端港口的情況。美國總統當勞·特朗普曾公開表示，美國應「收回」對巴拿馬運河的控制權，並指責中華人民共和國透過長和控制該戰略水道。美國國務卿馬可·魯比奧甚至向巴拿馬政府發出最後通牒，要求立即減少中華人民共和國在運河的影響力，否則將面臨未具體說明的「措施」。美國國防部長皮特·赫格塞斯在一次地區安全會議上批評中華人民共和國在巴拿馬運河地區的影響力，並宣佈與巴拿馬達成協議，允許美國軍艦優先且免費通行運河。
儘管巴拿馬政府堅稱對運河擁有完全控制權，並表示長和營運港口並不代表中華人民共和國控制運河。但在這種壓力下，巴拿馬政府開始重新評估與中華人民共和國的關係，包括退出「一帶一路」倡議，並於2025年1月對長和在巴拿馬的子公司進行審計，發現該公司在1997年簽署的25年特許經營合同中存在多項違規行為，包括未支付應有款項、會計錯誤和未申報的公司營運，導致巴拿馬損失約3億美元。巴拿馬審計長表示，已將審計結果將提交給巴拿馬海事局，而該局有權終止與長和的合約。而長和否認巴拿馬當局的指控。
此外，巴拿馬總檢察長辦公室已對相關官員提起訴訟，指控他們在2021年續簽港口特許經營合約時損害國家利益。
報導指，巴拿馬這些行動被視為是為了安撫美國，減少中華人民共和國在該地區的影響力。

## 出售案
在此背景下，長和於2025年3月4日宣佈，與美國投資公司貝萊德、全球基礎建設合夥公司以及地中海航運公司旗下的Terminal Investment Ltd組成的「貝萊德—TiL財團」達成「原則性」協議，將全球港口業務的大部分出售該財團，交易總值達228億美元。
此次交易分為兩部分，長和出售在全球23個國家擁有的43個港口的80%股權，共計199個泊位，包括所有管理資源、營運業務、貨櫃碼頭系統、資訊科技及其他系統。以及出售其持有的巴拿馬港口公司在巴拿馬運河兩端的巴爾博亞和克里斯托弗港口90%股權。
但交易不包括和記港口信託在香港，或任何在中國大陸的港口、包括深圳和南中國營運的港口。
根據協議，巴拿馬港口交易需待巴拿馬政府確認擬議的收購和出售條款後，方可進行。整體交易的完成還需滿足貝萊德—TiL財團進行確認性盡職調查、簽署最終文件，以及獲得必要的監管批准等條件。交易預計在調整少數股東權益及償還長和貸款後，將為長和帶來超過190億美元的現金收入。

### 股價
交易宣布後，長和的股價在香港股市大幅上漲。2025年3月5日，股價上漲超過22%，達到自2023年8月以來的最高水平。3月6日，股價進一步上漲12.4%，達到每股52.95港元，創下自2023年5月以來的新高。
然而，隨著中華人民共和國政府對該交易持負面態度，長和的股價出現下跌。3月14日，股價下跌6.7%，創下約五年來的最大單日跌幅。

### 中華人民共和國的壓力
中華人民共和國政府對長和出售巴拿馬港口的交易表達明確的關注。2025年2月17日，中華人民共和國領導人習近平在北京出席民營企業座談會，釋放支持民營經濟的氛圍下，當局首先是出售案表達原則性的支持。但當局其後轉變態度，國家市場監督管理總局表示將對該交易進行反壟斷審查，審查期可能長達180天，以確保市場公平競爭並維護公共利益。
此外，親北京的香港媒體《大公報》於3月13日發表評論文章，批評長和此舉為「唯利是圖、見利忘義」、「背叛和出賣全體中國人」，並指交易的公司應該「好好想想自己要站在什麼立場、站在哪一邊」。該文章隨後被國務院港澳事務辦公室轉載，顯示官方對此交易的強烈不滿。而長和的股價在該文章發佈後第二日大幅下跌。《大公報》其後三次刊登評論文章，批評長和集團的這筆交易可能損害國家利益。
香港特別行政區行政長官李家超於3月18日就此事表態，稱社會對事件的關切值得重視，並強調港府反對外國政府對香港企業施加脅迫或壓力，任何交易必須符合法律和規則要求，特區政府將依法依規處理。

### 交易推遲
在親北京媒體連續發表批評性評論後，路透社和彭博社緩引消息指出，國務院國有資產監督管理委員會指示中華人民共和國國有企業暫停與李嘉誠家族旗下企業簽署新合約。而在3月23日，長和最大股東李嘉誠次子、盈科拓展主席李澤楷親自出席由國務院發展研究中心在北京舉行的論壇，其並與中華人民共和國國務院總理李強同場合照。
根據長和與貝萊德於2025年3月4日發佈的公告，預定於4月2日簽署的出售協議，出現延遲。《南華早報》報導指出，這一變化並不意味著交易被取消，而是暫時推遲，並解釋稱4月2日僅為最早可能簽署協議的日期，並非最後期限。
《華爾街日報》及彭博社隨後多次報導稱，長和依然希望推動交易完成，惟實際主導收購的買方為意大利阿蓬特家族控制的地中海航運公司，而非貝萊德。有消息指出，買方擬將位於巴拿馬運河的兩個港口自整體交易中分拆出來，初步僅收購其餘41個港口設施。國家市場監督管理總局於4月27日第二次就此交易公開發聲，強調交易參與各方不得以任何形式規避中國的反壟斷審查，並明言在未取得批准前不得啟動集中交易，否則須承擔相關法律後果。翌日，中華人民共和國外交部發言人亦表示關注交易進展，並呼籲相關方面審慎處理。

## 反應
- 美国：國務院發言人塔米·布魯斯（英语：Tammy Bruce）稱歡迎美資財團取得巴拿馬兩港的控制權，並表示中華人民共和國的不滿「不足為奇」[23]。

- 中华人民共和国：外交部發言人郭嘉昆稱「中方一貫堅決反對利用經濟脅迫、霸道霸凌侵害損害他國正當權益的行為」[24]。